# مؤمن الناطور
مؤمن الناطور (مواليد 12 ديسمبر 1995) هو سياسي فلسطيني ومحامي ومدافع عن حقوق الإنسان. وهو أحد منظمي حركة "نريد أن نعيش"، وهي حركة مقرها قطاع غزة والتي عارضت حكومة حماس التي تسيطر عليها في المنطقة.

## نشاطه
في مارس 2019، كان مؤمن الناطور أحد منظمي الاحتجاجات الاقتصادية في غزة عام 2019، واحتجاجًا على حماس والظروف الاقتصادية في قطاع غزة. وكانت هذه الاحتجاجات هي الأكبر منذ عام 2007، عندما سيطرت حماس على المنطقة. خلال الاحتجاجات، اقتحمت حماس منزل الناطور، وصادرت الهواتف المحمولة لعائلته، وهددتهم بالاعتقال ما لم يسلم الناطور نفسه. تم اعتقاله بعد ذلك واتهامه بالتعاون مع إسرائيل والسلطة الفلسطينية. تم اعتقاله مرة أخرى في مايو وأغسطس 2019.
منذ عام 2019، كان الناطور أحد منظمي حركة نريد أن نعيش، والتي نمت جزئيًا من احتجاجات عام 2019. شارك في الاحتجاجات المطالبة بإجراء انتخابات وتوفير فرص للشباب في قطاع غزة.
لقد تم اعتقال الناطور وسجنه من قبل حماس عشرين مرة، بسبب انتقاداته للحركة ومحاولته تنظيم الاحتجاجات. وأفاد الناطور أنه تعرض للتعذيب أثناء سجنه.  
كما مثلت الناطور أيضًا الصحفيين الذين تم اعتقالهم بسبب انتقاداتهم لحماس. وعلى الرغم من أنه غالبًا ما يكون غير قادر على مساعدة المعتقلين في المحكمة، فإنه يقوم بتضخيم قصصهم على وسائل التواصل الاجتماعي، حيث أدى الضغط الجماعي في بعض الأحيان إلى إطلاق سراحهم. كما مثلت الناطور أيضًا النساء اللواتي يحاولن الخروج من الزواج القسري والمسيء.
أثناء حرب غزة، أسس الناطور منظمة الشباب الفلسطيني للتنمية، التي تعمل على جمع وتوزيع المساعدات على الفلسطينيين المحتاجين. وأعرب عن شكوكه في أن تتمكن الحرب من تدمير حماس بشكل كامل. وهو يؤيد نموذج القيادة في مرحلة ما بعد الحرب والذي من شأنه أن يركز على الفلسطينيين من المنطقة الذين ينتقدون حماس، بدلاً من مجموعات المساعدة الخارجية.

## حياته الشخصية
يعيش الناطور وعائلته في مخيم الشاطئ للاجئين، في وسط غزة، ولكنهم نزحوا إلى جنوب غزة في أواخر عام 2023 بسبب حرب غزة.